# Sergio Canales Madrazo
Sergio Canales Madrazo, (Santander, 16 de febrer de 1991) és un futbolista professional cantàbre. Format al Racing de Santander, actualment juga de centrecampista ofensiu al club mexicà CF Monterrey. És un jugador ràpid que sap desmarcar-se, sense oblidar el seu gran olfacte golejador. Pot actuar també com a davanter centre o de fals 9.

## Trajectòria

### Clubs
Format al planter del Racing de Santander, a l'estiu del 2008, amb només disset anys, ja va participar en la pretemporada del Racing a Alemanya.
El 18 de setembre de 2008 va debutar amb el primer equip, a la Copa de la UEFA contra l'FC Honka finlandès. El 5 d'octubre debutà a la lliga al camp del CA Osasuna, substituint al seu company Eduardo Bedia que s'havia lesionat. Durant la temporada va alternar les seves participacions amb el filial i el primer equip.
El seu ràpid progrés han fet que a la temporada 2009-10, encara amb el dorsal 27 pertanyent a l'equip filial, s'hagi consolidat al primer equip, despertant aviat l'interès d'altres clubs com el Sevilla FC i el Reial Madrid.
Aviat va arribar a un acord per a fitxar pel club madrileny abandonant així la possibilitat de recalar a algun equip de la lliga anglesa com el Manchester City FC o el Chelsea FC o a altres equips europeus.
L'acord es va fer oficial el 12 de febrer. L'operació de traspàs al conjunt blanc se situa en uns cinc milions d'euros, dels quals la meitat és pel Deportivo de la Coruña, que tenia el 50% dels drets del jugador. En l'operació, el jugador s'incorporà al club madrileny l'1 de juliol de 2010, fent la pretemporada 2010-11 amb el Real Madrid, durant la qual, José Mourinho va decidir que jugaria amb el club blanc durant la resta de la temporada, descartant una possible cessió al Racing de Santander. Durant la temporada va gaudir de poques oportunitats al club, atès que tenia per davant a jugadors com Cristiano Ronaldo, Mesut Özil o Ricardo Kaká, això va despertar l'interès d'altres clubs com el Vila-real CF i el València CF per a aconseguir els serveis del jove jugador. A finals del mes de juliol es va negociar la seva cessió a l'equip merengot, cessió per dos anys amb opció de compra per part del València CF i de recompra per part del Reial Madrid.
El 31 de gener de 2014 el València CF i la Reial Societat varen fer públic un acord pel traspàs de Canales, que fou contractat pels txuri-urdin per les següents quatre temporades i mitja, amb un contracte que acaba el 30 de juny de 2018. El jugador va debutar el 5 de febrer en el partit d'anada de semifinals de Copa del Rei que va enfrontar la Reial Societat amb el FC Barcelona al Camp Nou (2:0). Ràpidament es guanyà un lloc com a titular a la mitjapunta de l'equip de Jagoba Arrasate. Anotà el seu primer gol amb els txuri-urdin el 12 d'abril en un empat 2:2 a domicili contra el RC Celta de Vigo. Una setmana després tornaria a marcar en una victòria per 2:1 davant el RCD Espanyol a Anoeta. Acabà la temporada amb un total de 17 partits jugats i 2 gols, essent una de les sensacions del conjunt basc des del seu fitxatge.

### Selecció
Va formar part de la selecció espanyola sub-19 que va disputar el Campionat d'Europa de la UEFA Sub-19 de 2010 en què la selecció espanyola hi va quedar subcampiona.
Va debutar amb la selecció espanyola sub-21 el 2 de setembre de 2010 a un partit de la fase de classificació per al Campionat d'Europa de Futbol sub-21 contra els Països Baixos. Canales va marcar el primer gol del partit que guanyaria per dos gols a un. Va formar part de l'equip sub-21 espanyol que va guanyar el Campionat d'Europa sub-21 el 2013

## Palmarès
Reial Madrid CF
- 1 Copa del Rei: 2010-11

Reial Betis
- 1 Copa del Rei: 2021-22

Selecció espanyola
- 1 Lliga de les Nacions de la UEFA: 2022-23[20]
- 1 Campionat d'Europa sub-21: 2013[19]
- 1 Campionat d'Europa sub-17: 2008

## Estadístiques
Actualitzades a 30 d'abril de 2011.
| Equip                   | Temporada               | Lliga   | Lliga | Lliga   | Copa    | Copa | Copa    | Europa  | Europa | Europa  | Total   | Total | Total   |
| Equip                   | Temporada               | Partits | Gols  | Assists | Partits | Gols | Assists | Partits | Gols   | Assists | Partits | Gols  | Assists |
| ----------------------- | ----------------------- | ------- | ----- | ------- | ------- | ---- | ------- | ------- | ------ | ------- | ------- | ----- | ------- |
| Racing de Santander B   | 2008–09                 | 20      | 1     | -       | —       | —    | —       | —       | —      | —       | 20      | 1     | -       |
| Racing de Santander B   | 2009–10                 | 8       | 3     | -       | —       | —    | —       | —       | —      | —       | 8       | 3     | -       |
| Racing de Santander B   | Total                   | 28      | 4     | -       | —       | —    | —       | —       | —      | —       | 28      | 4     | -       |
| Racing de Santander     | 2008–09                 | 6       | 0     | 1       | 1       | 0    | 0       | 1       | 0      | 0       | 8       | 0     | 1       |
| Racing de Santander     | 2009–10                 | 26      | 6     | 4       | 5       | 1    | 1       | —       | —      | —       | 31      | 7     | 5       |
| Racing de Santander     | Total                   | 32      | 6     | 5       | 6       | 1    | 1       | 1       | 0      | 0       | 39      | 7     | 6       |
| Reial Madrid CF         | 2010–11                 | 10      | 0     | 1       | 3       | 0    | 0       | 2       | 0      | 0       | 15      | 0     | 1       |
| Reial Madrid CF         | Total                   | 10      | 0     | 1       | 3       | 0    | 0       | 2       | 0      | 0       | 15      | 0     | 1       |
| Total a la seva carrera | Total a la seva carrera | 70      | 10    | 6       | 9       | 1    | 1       | 3       | 0      | 0       | 82      | 11    | 7       |

Assists.: Assistències de gol